# Laurentyna
Laurentyna – żeński odpowiednik imienia Laurentyn i Wawrzyniec. Patronką tego imienia jest bł. siostra Laurentyna (Jane Reiné Prin).
Laurentyna imieniny obchodzi 17 października.